# Симонова, Ника
Ника Симонова, в браке Вероника Георгиевна Васильева (род. 19 апреля 1991 года, Москва) — поэт и драматург, обладатель гранта Президента РФ по поддержке талантливой молодёжи в области художественного слова, победитель проекта «Бабушка Пушкина», член жюри фестиваля «Живое слово».

## Проекты
- Автор пьесы «Фрида. Жизнь в цвете», посвящённой жизни и творчеству знаменитой мексиканской художницы Фриды Кало. С 8 апреля 2018 года спектакль «Фрида. Жизнь цвете»[1] идёт на Симоновской сцене[2] Государственного Академического Театра им. Евгения Вахтангова, Режиссер Лейла Абу-аль-Кишек, исполнительница роли Фриды — Аделина Гизатуллина.
- Автор пьесы «Нижинский. Танец солнца», посвящённой жизни и творчеству знаменитого русского танцовщика Вацлава Нижинского. Премьера спектакля «Нижинский. Гениальный идиот» по пьесе Ники Симоновой «Нижинский. Танец солнца»[3] — 13-14 марта 2019 года в Государственном Академическом Театре им. Евгения Вахтангова.
- Автор стихов голографического мюзикла «Саша|Alex»[4]. Премьера состоялась 2 января 2019 года в «Известия.hall», режиссер Алексей Сеченов.
- Автор стихов мюзикла на льду Татьяны Навки «Аленький цветочек»[5]. Премьера — 25 декабря 2018 года, режиссер Алексей Сеченов.
- Победитель шоу молодых поэтов «Бабушка Пушкина»[6] на телеканале «Москва-24», 2014 год.
- В 2018 году стихи Ники Симоновой были включены в издание «Живые поэты» издательство «эксмо»[7] наряду с другими поэтами (Диана Арбенина, Дмитрий Воденников, Илья Черт, Борис Гребенщиков).
- Преподаватель творческих мастер-классов для молодежи, в числе которых встреча молодых поэтов в Московском Доме Национальностей[8], собственная программа в рамках дополнительного образования в Институте Пушкина[9], социальный проект «Поэзия — студентам» в Башкирской академии государственной службы и управления при Главе Республики Башкортостан[10], мастер-классы на форуме «Форсаж»[11].
- Ведущая на Всероссийском конкурсе молодежных авторских проектов и проектов в сфере образования 2015 года в РАНХиГС[12].
- Лектор на республиканском конкурсе профессиональных тележурналистов «Прайм-тайм» в Уфе[13].
- Член жюри Десятого Международного мультимедийного конкурса «Живое слово» в Болдино в 2015 году[14], председатель жюри — Захар Прилепин.
- Ника Симонова — одна из пяти поэтов[15], которые 21 октября 2017 года прочли свои стихи на стадионе «Большой» в Сочи на закрытии Всемирного Фестиваля Молодёжи и Студентов[16]. В 1985, когда Всемирный Фестиваль проводился в СССР, на стадионе к тысячам иностранных гостей тоже обращались поэты: Роберт Рождественский, Евгений Евтушенко, Булат Окуджава, были приглашены Шеймас Хини, Аллен Гинзберг и Боб Дилан.

## Семья
- Муж Николай Васильев, тележурналист, продюсер
- Дочь Рада Васильева (2016 года рождения)
- Сын Петр Васильев (2018 года рождения)

## Образование
В 2015 году окончила отделение поэзии Литературного Института им. А. М. Горького.

## [1]Ссылки
1. Газета «Метро» о Нике Симоновой, победительнице проекта «Бабушка Пушкина» https://m.metronews.ru/novosti/moscow/reviews/babushkoy-pushkina-stala-molodaya-poetessa-1144963/
2. Статья о предстоящем спектакле «Фрида. Жизнь в цвете» http://worldrusnews.ru/?p=16804
3. Рецензия на спектакль «Фрида. Жизнь в цвете» по пьесе Ники Симоновой http://www.rewizor.ru/theatre/catalog/teatr-im-vahtangova/frida-jizn-v-tsvete/retsenzii/ty-vsegda-budesh-myatejnoy-zarey/
4. Топ-5 спектаклей мая 2018 года по версии Plugged In https://pluggedin.ru/open/kuda-poyti-v-teatr-v-mae-5-samyh-interesnyh-spektakley-moskva-10652
5. Комсомольская Правда о проекте «Бабушка Пушкина» https://www.chel.kp.ru/daily/26193.2/3080684/

1. ↑  Авторы журнала - TERANTELLA. terantella.ru. Дата обращения: 22 июля 2024.